# Sawdonia
Sawdonia — викопний рід рослин вимерлого класу Zosterophyllopsida, близький до сучасних плауноподібних. Існував у девоні, 411—375 млн років тому. це одна з найдавніших наземних спорових рослин. Рід відомий з нижнього девону Канади і Саяно-Алтайської області Росії, а також з верхньодевонських відкладень півночі США та Шотландії. Знайдений у Польщі та Бельгії. Це була невелика просто влаштована трав'яниста рослина. Вильчато розгалужені осі Sawdonia, покриті колючкоподібними виростами, передували справжнім паросткам. Великі спорангії сиділи на осях упереміш з виростами. Коренів у савдонії не було, замість них були розвинені невеликі коренеподібні вирости — ризоїди.

## Види
- Sawdonia ornata
- Sawdonia acanthotheca